# 단백분해효소 K
분자생물학에서 단백분해효소 K (프로테아제 K, Proteinase K) ( EC 3.4.21.64 , 엔도펩티다아제 K, protease K, endopeptidase K, Tritirachium alkaline proteinase, Tritirachium album serine proteinase, Tritirachium album proteinase K)는 광범위 스펙트럼의 세린 단백분해효소이다. 이 효소는 1974년 곰팡이 Engyodontium album (이전이름 Tritirachium album )의 추출물에서 발견되었다. 단백분해효소 K(Proteinase K)는 모발(케라틴(keratin))을 소화 할 수 있어서 이름이 "Proteinase K"이다. 주요 절단 부위는 알파 아미노기가 있는 지방족 및 방향족 아미노산의 카르복실기에 인접한 펩티드결합이다. 광범위한 특이성을 이용해 널리 사용된다. 이 효소는 Peptidase family S8 (subtilisin)에 속한다. 단백분해효소 K(Proteinase K)의 분자량은 28,900 달톤 (28.9 kDa)이다.

## 효소 활성
칼슘에 의해 활성화되는 이 효소는 소수성 아미노산(지방족, 방향족 및 기타 소수성 아미노산) 다음에 우선적으로 단백질을 소화한다. 칼슘 이온은 효소 활성에 영향을 미치지 않지만 안정성에 기여한다. 배양 시간을 길게하고 단백분해효소 농도가 충분히 높으면 단백질이 완전히 소화된다. 칼슘 이온을 제거하면 효소의 안정성은 떨어지지만 단백질 분해 활성은 남아있다. 단백분해효소 K(Proteinase K)는 활성 중심 가까이에 위치하지만 촉매 메커니즘에 직접 관여하지 않는 Ca 2+에 대한 두 개의 결합 부위를 가지고 있다. 잔류 활성은 일반적으로 핵산 제제를 오염시키는 단백질을 소화하기에 충분하다. 따라서 핵산 정제를 위한 단백분해효소 K를 사용한 분해는 일반적으로 EDTA(뉴클레아제와 같은 금속 이온 의존성 효소의 억제)가 있는 조건에서 수행한다.
단백분해효소 K는 또한 넓은 pH 범위 (4–12)에서 안정적이며 최적의 pH는 8.0이다. 37도에서 반응 온도를 50-60° C로 상승시키면 활성이 올라갈 수도 있다. 추가적으로 0.5–1 % 소듐 도데실 설페이트 (SDS) 또는 구아니디늄 클로라이드(Guanidinium chloride) (3M), 구아니디늄 티오시아네이트(Guanidinium thiocyanate) (1M) 및 요소(urea) (4M)의 첨가를 통해 활성을 증가시킬 수 있다. 위의 언급된 조건은 기질 절단 부위에 더 쉽게 접근 할 수 있도록 함으로써 단백질 분해 효소 K 활성을 향상시킨다. 65° C 이상의 온도 , 트리클로로 아세트산 (TCA) 또는 세린 프로테아제 억제제 AEBSF, PMSF 또는 DFP는 활성을 억제한다. Proteinase K는 Guanidinium chloride, Guanidinium thiocyanate, urea, Sarkosyl, Triton X-100, Tween 20, SDS, citrate, iodoacetic acid, EDTA 또는 Nα-Tosyl-Lys Chloromethyl Ketone (TLCK), Nα-Tosyl-Phe Chlorometyl Ketone (TPCK)과 같은 다른 세린 프로테아제 억제제에 의해 억제되지 않는다. .
일반적으로 사용되는 완충액에서 단백분해효소 K 활성
| 버퍼 (pH = 8.0, 50 ° C, 1.25 µg / mL protease K, 15 분 배양)                         | Proteinase K 활성 (%) |
| ------------------------------------------------------------------------------------ | --------------------- |
| 30mM Tris · Cl                                                                       | 100                   |
| 30mM Tris · Cl; 30mM EDTA; 5 % 트윈 20 ; 0.5 % Triton X-100 ; 800mM GuHCl            | 313                   |
| 36mM Tris · Cl; 36mM EDTA; 5 % 트윈 20 ; 0.36 % Triton X-100 ; 735mM GuHCl           | 301                   |
| 10mM Tris · Cl; 25mM EDTA; 100mM NaCl; 0.5 % SDS                                     | 128                   |
| 10mM Tris · Cl; 100mM EDTA; 20mM NaCl; 1 % 사르코 실                                 | 74                    |
| 10mM Tris · Cl; 50mM KCl; 1.5 밀리미터의 MgCl 2; 0.45 % 트윈 20 ; 0.5 % 트리톤 X-100 | 106                   |
| 10mM Tris · Cl; 100mM EDTA; 0.5 % SDS                                                | 120                   |
| 30mM Tris · Cl; 10mM EDTA; 1 % SDS                                                   | 203                   |

## 응용
단백분해효소 K(프로테아제 K, Proteinase K)는 일반적으로 분자생물학에서 단백질을 분해하고 핵산 제제에서 오염을 제거하는데 사용한다. 핵산 제제에 단백분해효소(Proteinase K)를 첨가하면 정제 과정에서 DNA 또는 RNA를 분해 할 수 있는 뉴클레아 제가 빠르게 비활성화된다. 효소가 SDS 및 요소와 같은 단백질을 변성시키는 화학 물질, EDTA와 같은 킬레이트제, 설프히드릴(sulfhydryl) 시약, 트립신 또는 키모 트립신(chymotrypsin) 억제제의 존재 하에서 활성이기 때문에이 응용 분야에 매우 적합하다. 단백분해효소 K(Proteinase K)는 DNase와 RNase를 매우 효과적으로 비활성화하기 때문에 세포 용해물 (조직, 세포 배양 세포)의 단백질 파괴 및 핵산 방출에 사용된다. 응용을 위한 몇 가지 예 : Proteinase K는 대부분의 미생물 또는 포유류 DNase와 RNase가 특히 0.5–1 % SDS의 존재에서 효소에 의해 빠르게 비활성화되기 때문에 고도로 고유하고 손상되지 않은 DNA 또는 RNA의 분리에 매우 유용하다. 박테리아에서 게놈 DNA 정제 (miniprep) : 포화 액체 배양의 박테리아를 용해하고 37° C에서 1 시간 동안 100 μg / ml Proteinase K로 분해하여 단백질을 제거합니다.
천연 단백질에 대한 효소의 활성은 SDS와 같은 변성제에 의해 자극을 받는다. 대조적으로, 펩티드기질을 사용하여 측정 할 때 변성제는 효소를 억제한다. 이 결과의 이유는 변성제가 단백질 기질을 펼치고 프로테아제에 더 쉽게 접근 할 수 있도록하기 때문이다.

## 억제제
단백분해효소 K(Proteinase K)는 두 개의 이황화 결합을 가지고 있지만 환원제(예 : 5mM DTT )의 존재 하에서 더 높은 단백질 분해 활성을 나타낸다. 이는 예상되는 자체 이황화 결합의 감소가 가역적 비활성화로 이어지지 않음을 시사한다. Proteinase K는 phenylmethylsulfonyl fluoride ( PMSF ), diisopropylfluorophosphate ( DFP ) 또는 4- (2-aminoethyl) benzenesulfonyl fluoride ( AEBSF )와 같은 serine protease 억제제에 의해 억제된다.. 단백분해효소 K의 활성은 설프하이드릴 변형 시약(sulfhydryl modifying reagents)에 의해 영향을 받지 않는다 : para- chloromercuribenzoic acid ( PCMB ), N alpha - tosyl-L-lysyl - chlormetyl-ketone ( TLCK ) 또는 N-alpha-Tosyl-l-phenylalanine Chloromethyl Ketone ( TPCK ) , 이러한 시약이 일반적으로 사용할 수 없는 Proteinase K thiols를 노출시킨 이황화 환원 시약과 함께 포함된 경우에는 억제 될 수 있다.